# Chiesa cattolica in Turchia
La Chiesa cattolica in Turchia è parte della Chiesa cattolica universale, in comunione con il vescovo di Roma, il papa. I cattolici sono circa 53.000 (2013), pari allo 0,07 % della popolazione della Turchia, che è in stragrande maggioranza islamica.

## Storia

### Età antica
L'Anatolia è stata una delle prime aree di diffusione del Cristianesimo. San Paolo, uno dei più grandi apostoli della Chiesa, nacque in Anatolia; tra le sue lettere alcune sono dirette a chiese anatoliche quali Efeso e Colosse. San Giovanni Apostolo nel suo libro dell'Apocalisse scrive a sette chiese al tempo esistenti: Efeso, Pergamo, Tiatira, Filadelfia, Sardi, Laodicea e Smirne (l'unica esistente ancora oggi). Nell'antichità la regione fu sede dei primi, decisivi, concili ecumenici. Costantinopoli è fin dal 381 sede di Patriarcato. Secondo un'antica tradizione, la Madre di Gesù avrebbe abitato negli ultimi anni di vita in una casa a nove km a sud di Efeso, su un fianco dell'antico monte Solmisso. Il luogo è tuttora visitabile ed è denominato «Madre Maria» (in turco Meryem Ana).

### Età bizantina
Quattro secoli dopo la nascita dell'islam, l'Anatolia era ancora nella quasi totalità cristiana. 

A partire dall'XI secolo il numero dei cristiani iniziò a decrescere costantemente. Alla metà del XV secolo la cristianità anatolica contava solamente mezzo milione di fedeli.

### Età ottomana
Nell'Impero ottomano convissero musulmani, cristiani (ortodossi, cattolici, armeni e siriaci) ed ebrei. Le "Genti del Libro" (cristiani ed ebrei) furono considerate dhimmi: ad esse fu risparmiato l'obbligo di conversione all'islam, ma ebbero uno status giuridico inferiore a quello dei musulmani. Fu sempre loro vietata, inoltre, ogni attività missionaria.
Le minoranze religiose erano inquadrate per gruppi (millet) in uno speciale sistema amministrativo. I millet potevano gestire autonomamente il diritto civile (compreso il diritto di famiglia). La legge ottomana riconosceva al capo religioso anche il ruolo di capo civile della comunità. Egli otteneva quindi la giurisdizione di governatore civile dei suoi correligionari e rappresentava la propria comunità di fronte al Sultano e alla sua amministrazione.
Nel XIX secolo, grazie all'influsso della Francia, Paese con cui gli Ottomani mantenevano stabili relazioni diplomatiche, ottennero lo statuto di millet quattro chiese cattoliche: la Chiesa armeno-cattolica, la Chiesa cattolica caldea, la Chiesa cattolica greco-melchita e la Chiesa cattolica sira.

### Oggi
I cattolici di oggi seguono diversi riti: bizantino, latino, armeno, caldeo. Vi sono inoltre altre minoranze cristiane, fra le quali particolare importanza storica hanno gli ortodossi legati al patriarcato di Costantinopoli.

Per la legge turca è lecito cambiare religione, ma ciò non corrisponde ai fatti: chi si converte subisce ritorsioni, sia da parte delle istituzioni sia da parte di elementi della società. Inoltre, la religione è dichiarata nella carta d'identità, "cosicché i cristiani di fatto sono considerati cittadini di seconda classe"

Le Chiese cristiane non sono riconosciute dallo stato e subiscono molte limitazioni: non possono avere seminari, scuole, erigere nuovi luoghi di culto.

Durante l'Anno Paolino (28 giugno 2008 - 29 giugno 2009), celebrato per ricordare il bimillenario della nascita di San Paolo, originario di Tarso, la chiesa locale è stata riaperta al culto, ma al termine dell'anno è stata nuovamente chiusa ed è ritornata ad essere sede museale (ciò significa che si deve pagare un biglietto per entrare nell'edificio sacro). Solamente nel maggio 2010 le autorità turche hanno tolto l'obbligo di pagare l'ingresso nella chiesa.
Gli episodi più recenti di uccisioni di cattolici in Turchia sono:
- 5 febbraio 2006: assassinio di un sacerdote italiano a Trebisonda, don Andrea Santoro;
- 16 dicembre 2007: padre Adriano Franchini, cappuccino italiano da 27 anni in Turchia, viene accoltellato a Smirne da un diciannovenne;
- 3 giugno 2010: mons. Luigi Padovese, vicario apostolico dell'Anatolia, viene assassinato nella sua abitazione ad Alessandretta dal suo autista, il ventisettenne Murat Altun.

La Chiesa cattolica in Turchia ha ricevuto le visite pastorale di Paolo VI nel 1965, di Giovanni Paolo II nel 1979, di Benedetto XVI nel 2006 e di Francesco nel 2014.

## Struttura ecclesiastica
- Chiesa cattolica di rito latino
  - Arcidiocesi di Smirne
  - Vicariato apostolico dell'Anatolia
  - Vicariato apostolico di Istanbul

- Chiesa cattolica armena
  - Arcieparchia di Costantinopoli

- Chiesa cattolica caldea
  - Arcieparchia di Diarbekir (Amida)

- Chiesa cattolica bizantina greca
  - Esarcato apostolico di Costantinopoli
- Chiesa cattolica bizantina melchita
  - Esarcato patriarcale d'Istanbul

- Chiesa cattolica sira
  - Esarcato patriarcale di Turchia

## Nunziatura apostolica
La delegazione apostolica di Costantinopoli fu eretta nella seconda metà del XIX secolo.
L'internunziatura apostolica di Turchia è stata eretta il 25 gennaio 1960.
La nunziatura apostolica di Turchia è stata istituita il 30 agosto 1966 con il breve Optimo sane di papa Paolo VI.
Il nunzio apostolico è responsabile anche per l'Azerbaigian. 

### Delegati apostolici
- Vincenzo Vannutelli † (23 gennaio 1880 - 22 dicembre 1882 nominato internunzio apostolico in Brasile)
- Luigi Rotelli † (26 gennaio 1883 - 23 maggio 1887 nominato nunzio apostolico in Francia)
- Augusto Bonetti, C.M. † (6 maggio 1887 - 19 agosto 1904 deceduto)
- Giovanni Tacci Porcelli † (19 dicembre 1904 - 31 dicembre 1907 nominato nunzio apostolico in Belgio)
- Vincenzo Sardi di Rivisondoli † (6 aprile 1908 - 1914 ritirato)
- Angelo Maria Dolci † (13 novembre 1914 - 14 dicembre 1922 dimesso)
- Ernesto Eugenio Filippi † (31 marzo 1923 - 6 aprile 1925 nominato arcivescovo di Monreale)
- Angelo Rotta † (6 giugno 1925 - 20 marzo 1930 nominato nunzio apostolico in Ungheria)
- Carlo Margotti † (27 marzo 1930 - 25 luglio 1934 nominato arcivescovo di Gorizia e Gradisca)
- Angelo Giuseppe Roncalli † (12 gennaio 1935 - 23 dicembre 1944 nominato nunzio apostolico in Francia)
- Alcide Giuseppe Marina, C.M. † (18 maggio 1945 - 22 marzo 1947 nominato nunzio apostolico in Libano)
- Andrea Cassulo † (3 giugno 1947 - 9 gennaio 1952 deceduto)
- Paolo Bertoli † (24 marzo 1952 - 7 maggio 1953 nominato nunzio apostolico in Colombia)
- Giacomo Testa † (18 giugno 1953 - 22 giugno 1959 nominato presidente della Pontificia Accademia Ecclesiastica)

### Nunzi apostolici
- Francesco Lardone † (30 giugno 1959 - 1966 ritirato)
- Saverio Zupi † (30 agosto 1966 - 1969 ritirato)
- Salvatore Asta † (7 giugno 1969 - 21 luglio 1984 nominato nunzio apostolico in Portogallo)
- Sergio Sebastiani † (8 gennaio 1985 - 16 novembre 1994 nominato segretario generale del Comitato centrale del Giubileo dell'Anno Santo 2000)
- Pier Luigi Celata (6 febbraio 1995 - 3 marzo 1999 nominato nunzio apostolico in Belgio e Lussemburgo)
- Luigi Conti † (15 maggio 1999 - 8 agosto 2001 nominato nunzio apostolico a Malta e in Libia)
- Edmond Y. Farhat † (11 dicembre 2001 - 26 luglio 2005 nominato nunzio apostolico in Austria)
- Antonio Lucibello (27 agosto 2005 - 2015 dimesso)
- Paul Fitzpatrick Russell (19 marzo 2016 - 22 ottobre 2021 dimesso)
- Marek Solczyński, dal 2 febbraio 2022

## Conferenza episcopale
Elenco dei presidenti della Conferenza episcopale della Turchia:
- Vescovo Pierre Gauthier (1979 - 1989)
- Arcivescovo Giuseppe Germano Bernardini, O.F.M.Cap. (1989 - 1992)
- Arcivescovo Hovhannes Tcholakian (1992 - 1995)
- Vescovo Louis-Armel Pelâtre, A.A. (1995 - 2001)
- Arcivescovo Ruggero Franceschini, O.F.M.Cap. (2001 - ottobre 2007)
- Vescovo Luigi Padovese, O.F.M.Cap. (ottobre 2007 - 3 giugno 2010)
- Arcivescovo Ruggero Franceschini, O.F.M.Cap. (settembre 2010 - aprile 2015)
- Arcivescovo Boghos Levon Zekiyan (aprile 2015 - settembre 2018)
- Vescovo Rubén Tierrablanca González, O.F.M. (13 settembre 2018 - 22 dicembre[7] 2020)
- Arcivescovo Martin Kmetec, O.F.M.Conv., dal 13 luglio 2021